# STEREO (експеримент)
STEREO (англ. Search for Sterile Reactor Neutrino Oscillations, пошук осциляцій стерильних реакторних нейтрино) — колишній експеримент з дослідження можливих осциляцій нейтрино з ядерного реактора з утворенням так званих стерильних нейтрино. Він проводився в Інституті Лауе–Ланжевена в Греноблі у Франції. Експеримент збирав дані з листопада 2016 року по листопад 2020 року. Остаточні результати експерименту спростували гіпотезу легких стерильних нейтрино.

## Детектор

### Принцип вимірювання

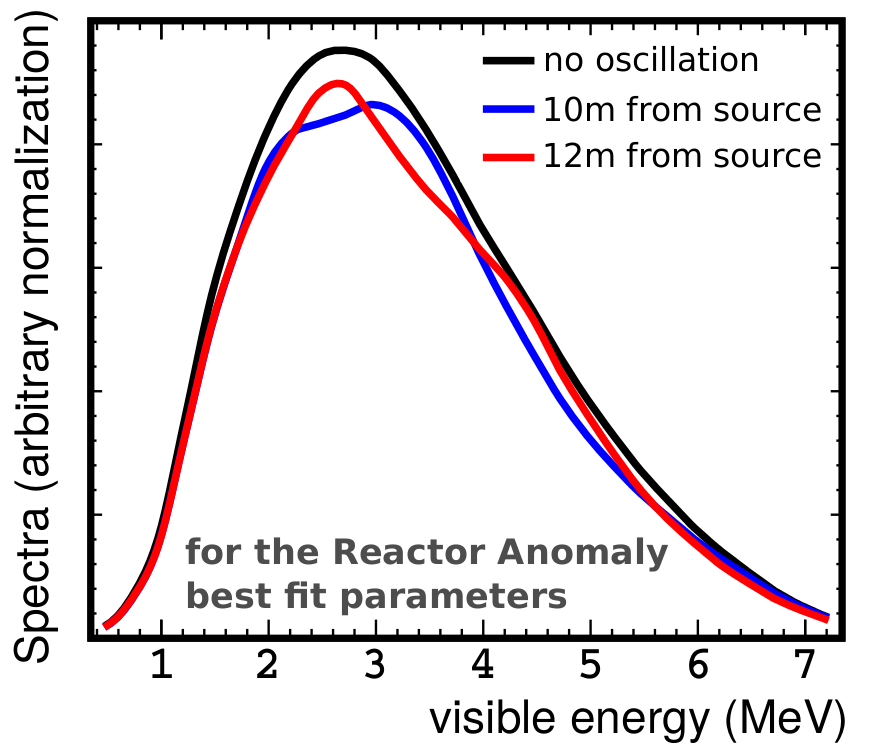
Порівняння різних спектрів на відстані 10 м і 12 м від реактора. Чорна лінія показує випадок без осциляцій у стерильні нейтрино, а синя та червона лінії включають осциляції в легкі стерильні нейтрино

Детектор STEREO розміщений на відстані 10 м від дослідницького реактора в Інституті Лауе–Ланжевена, що має теплову потужність 58 МВт. STEREO вимірює потік і спектр нейтрино поблизу реактора. Щоб мати можливість детектувати нейтрино, випромінені з реактора, детектор заповнений 1800 літрами органічного рідкого сцинтилятора, легованого гадолінієм. Всередині сцинтилятора нейтрино захоплюються за допомогою процесу зворотного бета-розпаду
{\displaystyle {\overline {\nu }}_{e}+p\rightarrow n+e^{+}}
У цьому процесі утворюється позитрон. Коли позитрон рухається через сцинтилятор, утворюється світловий сигнал, який реєструється 48 фотоелектронними помножувачами, розташованими у верхній частині детектора. Захоплення нейтрона, який також утворюється під час зворотного бета-розпаду, створює другий сигнал, одночасний з першим.
Очікувана відстань між максимумом і мінімумом коливань легких стерильних нейтрино становить приблизно 2 м. Щоб побачити коливання, детектор розділений на 6 окремих комірок, кожна з яких вимірює енергетичний спектр виявлених нейтрино. Шляхом порівняння виміряних спектрів можна виявити можливі коливання, як це зображено на рисунку.
Експеримент STEREO виявляє {\displaystyle \sim 400} нейтрино на добу.

### Екранування детектора
Нейтрино взаємодіють слабко. Тому нейтринні детектори, такі як STEREO, повинні бути дуже чутливими та потребують хорошого екранування від додаткових фонових сигналів, щоб мати змогу точно виявляти нейтрино.
Щоб досягти такої високої чутливості, 6 внутрішніх комірок детектора оточені рідким сцинтилятором (без гадолінію), який діє як «гамма-вловлювач», виявляючи вхідне та вихідне гамма-випромінювання. Це значно підвищує ефективність виявлення, а також енергетичну роздільну здатність детектора. Черенковський детектор, наповнений водою, розміщується на детекторі для виявлення космічних мюонів, утворених в атмосфері, які в іншому випадку діяли б як потужне фонове джерело. Щоб захистити детектор від навколишніх радіоактивних джерел, він оточений і захищений багатьма шарами матеріалу масою 65 т — здебільшого свинцю та поліетилену, а також чавуну, сталі та B4C.

## Мотивація

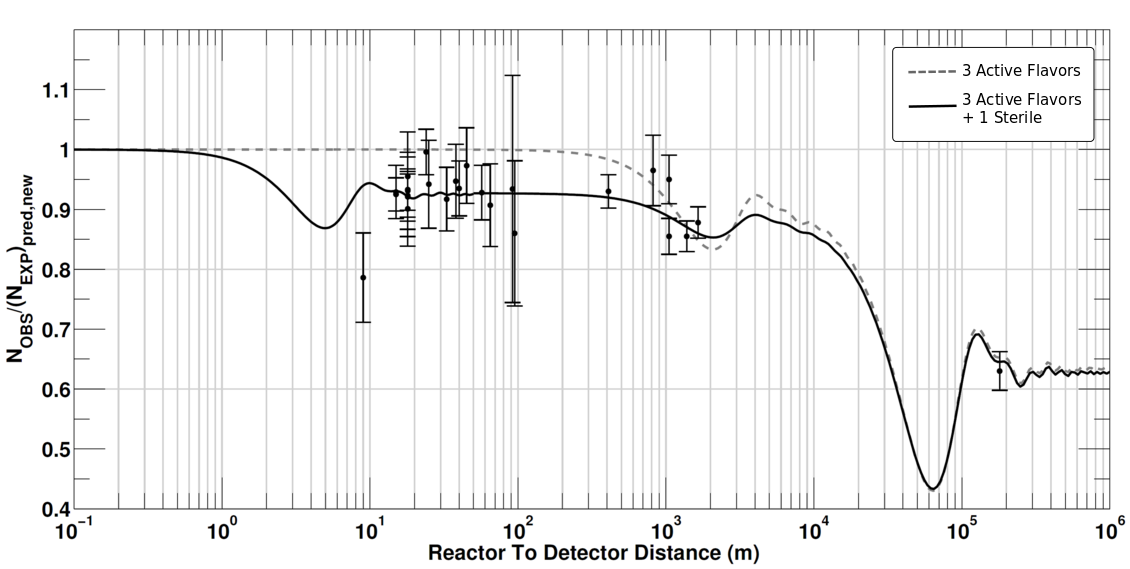
Реакторна антинейтринна аномалія

Незважаючи на те, що нейтринні осциляції є явищем, яке сьогодні досить добре зрозуміле, все ще існують деякі експериментальні спостереження, які ставлять під сумнів повноту нашого розуміння цього процесу. Найпомітнішим із цих спостережень є так звана реакторна антинейтринна аномалія, проілюстрована на рисунку праворуч. Ряд експериментів з реакторними нейтрино з короткою базою виміряли значно нижчий потік електронних антинейтрино (νe) порівняно з теоретичними передбаченнями (з відхиленням 2,7 σ). Додатковими експериментальними аномаліями є несподівана поява νe у пучку νμ з короткою базою, а також зникнення νe на коротких відстанях під час фази калібрування експериментів GALLEX і SAGE, відоме як галієва нейтринна аномалія.

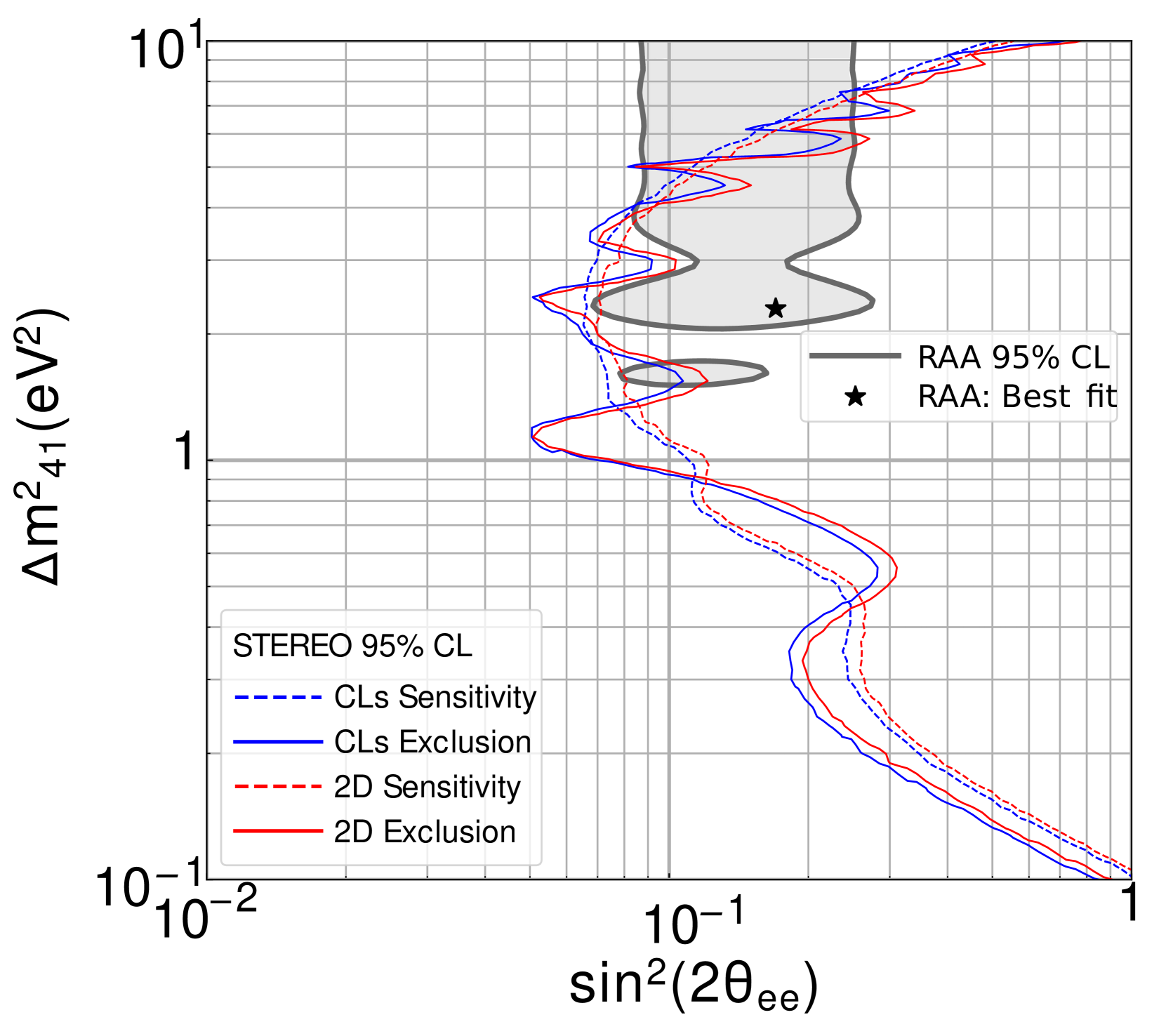
Остаточні результати експерименту STEREO. 95 % довірчий простір параметрів для пояснення реакторної антинейтринної аномалії стерильним нейтрино показано сірим кольором. Значення праворуч від червоної та синьої кривих виключені.

Ці аномалії можуть означати, що наше розуміння нейтринних осциляцій досі неповне, і що нейтрино осцилюють в інший, 4-й вид нейтрино. Однак вимірювання ширини розпаду Z-бозона на Великому електрон-позитронному колайдері виключають існування легкого 4-го «активного» (тобто взаємодіючого через слабку силу) нейтрино. Таким чином, коливання в додаткові легкі «стерильні» нейтрино розглядається як можливе пояснення спостережуваних аномалій. Крім того, стерильні нейтрино з'являються в багатьох відомих розширеннях Стандартної моделі фізики елементарних частинок, наприклад, у механізмі гойдалок 1-го типу.

## Результати
Перші результати були опубліковані в 2018 році з використанням набору даних за 66 днів роботи реактора. Більшість простору параметрів, які могли б відповідати реакторним антинейтринним аномаліям, було виключено на 90 % рівні довіри. Остаточні результати були опубліковані в 2023 році. Від жовтня 2017 року по листопад 2020 року було виявлено 107 588 антинейрино. Стерильні нейтрино були відкинуті до різниці квадратів мас між стандартним і стерильним станами до кількох (еВ)², як це зображено на рисунку.